# Ogbomosho
Ogbomosho – miasto w południowo-zachodniej Nigerii w stanie Oyo. 
Zostało założone w połowie XVII wieku. W marcu 2005 r., oszacowano ludność na około 1,2 miliona mieszkańców. Większość ludzi to członkowie grupy etnicznej Joruba. 
Ważne produkty rolnicze w regionie to: ignam, maniok, kukurydza i tytoń.
W mieście rozwinął się przemysł spożywczy, skórzano-obuwniczy oraz gumowy.